# Анізі-ле-Гран
Анізі-ле-Гран (фр. Anizy-le-Grand) — муніципалітет у Франції, у регіоні О-де-Франс, департамент Ена. Анізі-ле-Гран утворено 1 січня 2019 року шляхом злиття муніципалітетів Анізі-ле-Шато, Фокукур i Лізі. Адміністративним центром муніципалітету є Анізі-ле-Шато. Населення — 2549 осіб (01.01.2021).